# オットー・ペレス・モリーナ
オットー・フェルナンド・ペレス・モリーナ（スペイン語: Otto Fernando Pérez Molina、1950年12月1日 - ）は、グアテマラの軍人、政治家。2012年から2015年までグアテマラの大統領をつとめた。
1990年代に軍事情報部長やラミーロ・デ・レオン・カルピオ大統領の首席補佐官、グアテマラ和平協定の軍首席代表を務めた。2001年に愛国党を設立して政界入りし、2003年に国会議員、2011年に大統領に当選した。大統領としての政策のなかでは、薬物の合法化が議論を呼んでいる。
ペレスは2015年9月3日の逮捕以来、拘留され続けている。

## 経歴
グアテマラ国立士官学校、アメリカ陸軍米州学校（現在の西半球安全保障協力研究所）、米州防衛大学を卒業。グアテマラ陸軍では血も涙もないことで名高い特殊部隊（カイビレスとして知られる）に従軍し、軍事情報部長や陸軍総監を務めた。1983年には陸軍将校団のひとりとして、事実上の大統領であったエフライン・リオス・モントを打倒したオスカル・メヒア国防相のクーデターを支えた。
軍事情報部門のトップであった1993年、ホルヘ・セラノ大統領を亡命に追い込んだ。当時セラノは議会を解散し、新しく最高裁判所の判事を任命することで自作自演の逆クーデターを起こそうと画策していた(1993年グアテマラ憲政危機を参照)。後任の大統領には憲法の規定に従って、人権擁護官であるラミーロ・デ・レオン・カルピオが就任した。カルピオはペレスを大統領の首席補佐官に任命し、1995年までその職にあたらせた。30年間にわたるグアテマラ内戦の交渉による解決を支持したペレスは、軍を代表してグアテマラ民族革命連合（URNG）などのゲリラ勢力との交渉にあたった。両者は1996年、和平協定を結んだ。
1998年から2000年まで米州防衛委員会のグアテマラ代表を務め、2000年1月に活動的な軍務から退役した。
2001年2月24日、ペレスは愛国党を立ち上げた。2003年11月9日に行われた議会選で、愛国党は改革運動と国民連帯党の三党で大国民同盟を形成し49議席を獲得した。
2007年の大統領選挙で、ペレスは愛国党の候補者として Mano dura, cabeza y corazón（揺るぎない手、頭、そして心）のスローガンの下に増加する犯罪への強硬路線を訴え、選挙戦を展開した。9月9日の第一回投票では得票数で2位につけたが、11月4日の第二回投票で国民希望党のアルバロ・コロンに僅差で敗れた。
2011年の大統領選挙では、54%の得票率で当選した。1986年の民政復帰以来、初の軍出身の大統領である。
グアテマラの大統領として初めて出席した国連総会でペレスは、麻薬戦争の失敗は明らかであり、犯罪と資源の浪費につながっているとして、薬物の合法化を提案した。
2015年4月、複数の政府高官が輸入業者に対して便宜を図る見返りに多額の贈賄を受けていた疑惑が発覚。8月までに副大統領や国税庁長官ら30人余りが逮捕され、財務相をはじめ閣僚の三分の一が辞任する事態に発展した。グアテマラ全土で大統領の即時辞任を求めるデモが広がる中、ペレスは疑惑への関与を否定し辞任を拒否し続けた。
8月22日、ペレスは汚職を主導したとしてグアテマラ検察により刑事告発され、9月1日には議会で大統領不逮捕特権を剥奪された。9月3日、検察はペレスに対する逮捕状を発行し、同日ペレスは大統領の辞任を発表した。

## 人権侵害の疑惑
大量虐殺と拷問の容疑
アメリカ国家安全保障アーカイブを元に作成された2011年の報告書には、モント軍事独裁政権下の1980年代にペレスが焦土作戦を行ったとある。それによると、ペレスは1982年から翌年にかけて、イシル族のコミュニティにおける暴動鎮圧部隊に命じ、村々の80%から90%を徹底的に破壊させた。これによって、少なくとも184名の民間人が殺害されるか行方不明になった。
2011年7月、先住民団体のワキブ・ケイは、内戦中のキチェ族に対する大量虐殺や拷問にペレスが関与していたことを告発する書簡を国際連合に送付した。彼らはその証拠として、4人の死体の近くにペレスと思われる人物が映った、1982年の記録映像を挙げた。続くシーンでは部下が、この4人は生きて捕えられ、「少佐（ペレスとされる人物）のところに連行されたのだが、やさしく話しかけてもいじわるしても、口を開こうとしなかった」と述べている。
ペレスは、いかなる残虐行為への関与も否定している。ロイターには「隠し事などない」と述べたほか、内戦中に自身が果たした役割を誇りに思うとも語っている。人権侵害の容疑で告発されたことは一度もないが、ゲリラ兵の指揮官であったエフライン・バマカが1992年に失踪したこと（後述）に関して、グアテマラの最高検察官の主導で2011年に新たに捜査が始まると、その対象となった。
エフライン・バマカ殺害への関与疑惑
1992年、ゲリラ兵の指導者であったエフライン・バマカが失踪した。妻でアメリカ人弁護士のジェニファー・ハーベリーらによる捜査では、当時の軍事情報部長だったペレスが指揮官をとらえ、拷問にかけた可能性が示唆された。
米州人権委員会の聞き取り調査によると、バマカは1992年3月12日にグアテマラ陸軍に生きたまま捕えられ、その後1993年9月に死亡するまでの一年以上にわたって、裁判なしで秘密裏に拘留・拷問された。CIAの情報提供者は、この拷問や殺害を行った者たちに報酬を支払っていた。
ヘラルディ司教殺害への関与疑惑
アメリカ合衆国のジャーナリスト、フランシスコ・ゴールドマンは著書 The Art of Political Murder: Who Killed the Bishop? の中で、1998年4月にカトリック司教で人権活動家のフアン・ホセ・ヘラルディ・コネデーラが虐殺された現場から数ブロックのところに、ペレスが2人の高級官僚とともに住んでいる可能性があると述べ、これは暗殺を指揮するためだったとしている。1980年から1983年までキチェ族の司教を務めていたヘラルディは国連の歴史解明委員会の人権報告書の作成を手助けし、それが公表された2日後に殺害された。

## 家族や関係者に対する攻撃
2000年11月10日、妻と幼い娘とともにドライブに出ていたペレスの息子、オットー・ペレス・レアルが殺し屋に襲撃された。2001年2月21日には新党結成を三日後に控えていたペレスも覆面の殺し屋に襲われ、娘のリセッテが負傷した。さらに同じ日、ペレスの妻のローサ・マリーア・レアルに用事があったパトリシア・カステジャーノス・デ・アギラールが自宅を出た瞬間、覆面の殺し屋に撃たれて殺害された。人権団体は、これらの攻撃は政治的な動機によるものであると主張している。
2007年の大統領選挙では、数名の愛国党員が武装集団に殺害された。犠牲者の中にはペレスの補佐官で、党国会議員団の幹事長を務めていた先住民女性のアウラ・マリーナ・サラサール・クッツァルも含まれていた。